# Chionosia trinitatis
Chionosia trinitatis là một loài bướm đêm thuộc phân họ Arctiinae, họ Erebidae.